# Challenge (sport)
Challenge è un termine inglese dal significato letterale di «sfida», impiegato anche in ambito sportivo.

## Descrizione
L'espressione, resa anche da «challenge round», indica il caso in cui l'atleta o squadra detentore di un titolo venga ammesso ad un torneo (solitamente ad eliminazione diretta) senza disputarne i turni preliminari: in altre circostanze, il campione è direttamente qualificato alla finale.

### Esempi
- Nel tennis, la Coppa Davis — rifacendosi a quanto previsto dal torneo di Wimbledon — prevedeva sino al 1971 che il campione di un torneo fosse automaticamente qualificato per la finalissima dell'edizione seguente.[2]
- I primi campionati italiani di calcio (antecedenti quindi alla nascita della Serie A) prevedevano che la squadra campione in carica partecipasse soltanto alla finale del torneo successivo.[3]
- Sempre relativamente all'ambito calcistico, in Coppa dei Campioni la formazione detentrice del titolo europeo entrava in scena — nell'edizione a venire — dagli ottavi di finale anziché dai sedicesimi.[1]

In altre discipline individuali, come il pugilato, vi si fa ricorso con l'obiettivo di stabilire uno sfidante per il campione.